# Datos de panel
En estadística y econometría, el término de datos de panel se refiere a datos que combinan una dimensión temporal con otra transversal.
Un conjunto de datos que recoge observaciones de un fenómeno a lo largo del tiempo se conoce como serie temporal. Dichos conjuntos de datos están ordenados y la información relevante respecto al fenómeno estudiado es la que proporciona su evolución en el tiempo. Un conjunto transversal de datos contiene observaciones sobre múltiples fenómenos en un momento determinado. En este caso, el orden de las observaciones es irrelevante. 
Un conjunto de datos de panel recoge observaciones sobre múltiples fenómenos a lo largo de determinados períodos. La dimensión temporal enriquece la estructura de los datos y es capaz de aportar información que no aparece en un único corte.

## Datos de panel y series temporales multidimensionales
Un conjunto de datos de panel puede confundirse con una serie temporal multivariante. La diferencia entre unas y otras estriba en que las últimas:
- Suelen representar series más largas.
- El número de variables en cada corte es menor.
- Responden a problemas distintos.

El estudio de las series temporales depende en alto grado en las propiedades asintóticas de la dimensión temporal y, para ello, es necesario contar con un número suficiente de observaciones. No obstante, los datos de panel suelen corresponder a series más cortas. Por eso, desde el punto de vista metodológico, la manera en que la dimensión temporal forma parte del análisis de los datos de panel difiere de la habitual en el de las series temporales.

## Ejemplos de datos de panel
Un ejemplo típico de datos de panel es el del Panel de Hogares de la Unión Europea que recoge la evolución de decenas de miles de hogares de la Unión Europea entre 1994 y 2001.
Otro ejemplo puede ser el de un conjunto de datos macroeconómicos (PIB, PIB per cápita, inflación, etc.) de un grupo de países a lo largo de un periodo de 10 años.
Un conjunto de datos de panel puede tener una estructura similar a la reflejada en la siguiente tabla:
{\displaystyle {\begin{matrix}individuo&periodo&ingresos&edad&sexo\\1&2003&1500&27&1\\1&2004&1700&28&1\\1&2005&2000&29&1\\2&2003&2100&41&2\\2&2004&2100&42&2\\2&2005&2200&43&2\end{matrix}}}
Un panel puede recibir la clasificación de «panel largo» o «panel corto». Un panel corto es aquel en que el número de individuos es menor al tiempo (N<T), y un panel largo es aquel en el cual hay más individuos que períodos de tiempo (N>T)

## Análisis de datos de panel
Un modelo de regresión común para el análisis de datos de panel tiene la forma:
donde {\displaystyle y} es la variable dependiente {\displaystyle x} es la variable independiente, {\displaystyle a} y {\displaystyle b} son coeficientes, {\displaystyle i} y {\displaystyle t} son los índices para los individuos y el tiempo y, finalmente, {\displaystyle \epsilon _{it}} es el error. Las hipótesis establecidas sobre este último determinan que el modelo se considere de efectos fijos o aleatorios.

## Software para en análisis de datos de panel
La librería plm de R permite realizar el análisis de conjuntos de datos de panel.